# Black Sheep (film, 1996)
Pour les articles homonymes, voir Black Sheep.
Pour plus de détails, voir Fiche technique et Distribution.
Black Sheep (littéralement : Le Mouton noir) est une comédie réalisée par Penelope Spheeris, sortie en 1996.
Le film met en vedette le duo comique Chris Farley et David Spade qui formaient déjà le duo vedette de plusieurs films.

## Liminaire
Le film décrit un concours politique dans lequel un candidat pour le gouvernorat de l'État de Washington subit l'aide non désirée, et embarrassante, de son frère incompétent.
Le film met également en vedette Tim Matheson, Christine Ebersole et Gary Busey. Chris Owen et Fred Wolf y font un caméo, et les frères Kevin et John Farley, apparaissent comme deux gardes de sécurité à un concert Rock the Vote (en) de MTV.

## Synopsis
Un candidat pour le poste de gouverneur de l'État de Washington subit l'aide non désirée, et embarrassante, de son frère incompétent.

## Fiche technique
- Titre original et français : Black Sheep
- Titre québécois : Le mouton noir
- Réalisation : Penelope Spheeris
- Production : Lorne Michaels
- Scénario : Fred Wolf
- Musique : William Ross
- Photographie : Daryn Okada
- Montage : Ross Albert
- Société de production et distribution : Paramount Pictures
- Pays d'origine :  États-Unis
- Langue originale : anglais
- Format : couleur - 35 mm
- Genre : Comédie
- Durée : 87 min
- Dates de sortie :
  - États-Unis : 2 février 1996
  - France : 7 mai 1997

## Distribution
- Chris Farley (VQ : Jacques Lavallée) : Mike Donnelly
- David Spade (VQ : François Sasseville) : Steve Dodds
- Tim Matheson (VQ : Mario Desmarais) : Al Donnelly
- Christine Ebersole : Evelyn Tracy
- Gary Busey : Drake Sabitch
- Grant Heslov (VQ : Gilbert Lachance) : Robbie Mieghem
- Timothy Carhart (VQ : Claude Préfontaine) : Roger Kovary
- Bruce McGill (VQ : Sébastien Dhavernas) : Neuschwander
- Chris Owen : Hal
- Fred Wolf  : Ronald Forte
- Julie Benz : Julie Woman
- Kathleen O'Malley : Mme Oneacre

Source et légende : version québécoise (VQ) sur Doublage Québec.

## Production
Lorne Michaels, le créateur du Saturday Night Live, a produit le film.
Il choisit Penelope Spheeris pour réaliser le film après son travail sur Wayne's World déjà adapté du célèbre sketch du Saturday Night Live.
Chris Farley refusa le rôle principal de Disjoncté et Kingpin pour retrouver David Spade dans ce film.
Le scénario ne plaisant pas a Chris Farley, il décide initialement de ne pas participer au film, mais il change d'avis lorsque Paramount choisit David Spade comme partenaire.
Le tournage ne fut pas de tout repos, le scénariste Fred Wolf a été évincé du plateau et Penelope Spheeris ne s'entendait pas bien avec David Spade.
Cependant, Penelope Spheeris et David Spade se retrouvent deux ans plus tard pour tourner Supersens avec Marlon Wayans.